# Abraxas granifera
Abraxas granifera är en fjärilsart som beskrevs av Warren. Abraxas granifera ingår i släktet Abraxas och familjen mätare. Inga underarter finns listade i Catalogue of Life.